# St James Park (Nouvelle-Zélande)
St James Park est un nom utilisé pour une banlieue située au nord-est de la cité d’Hamilton dans l’ Île du Nord de la  Nouvelle-Zélande sur la carte de 2010.

## Histoire
La banlieue fut développée par une “joint venture” de la société “Chedworth/Grasshopper” en 2001. 
En 2012, la bibliothèque d’Hamilton la décrivait comme étant une partie de Huntington tout comme certains agents de terrain . 
La zone de commerce de St James est située dans le centre de Rototuna, avec un supermarché de la société Countdown (en), un gymnase et un centre Palmers Garden (en).

## Démographie
St James avait une population de 1 938 habitants lors du recensement de 2018 en Nouvelle-Zélande, en augmentation de 228 personnes(soit 13,3 %) depuis le recensement de 2013 en Nouvelle-Zélande, et en augmentation de 909 personnes (soit 88,3 %) depuis le recensement de 2006 en Nouvelle-Zélande. 
Il y avait 576 logements. 
On comptait 960 hommes et 978 femmes, donnant un sexe-ratio de 0,98 homme  pour une femme. 
L’âge médian était de 35,2 ans (comparé avec les 37,4 ans au niveau national), avec 501 personnes (soit 25,9 %) âgés de moins de 15 ans, 336 personnes (soit 17,3 %) âgées de 15 à 29 ans, 912 personnes (soit 47,1 %) âgées de30 à 64 ans, et 189 personnes (9,8 %) âgées de 65 ans ou plus.
L’ethnicité était pour 70,6 % européens/Pākehā, 10,2 % Māori, 2,0 % personnes du Pacifique, 24,9 % asiatiques, et 2,9 % d’une autre  ethnicité  (le total peut faire plus de 100 % dans la mesure où une personne peut s’identifier à de multiples ethnicités).
La proportion de personnes nées outre-mer était de 33,1 %, comparée  avec les 27,1 % au niveau national.
Bien que certaines personnes refusent de donner leur religion, 47,8 %  n’avaient aucune religion, 37,5 % étaient chrétiens, 3,1 % étaient hindouistes, 2,2 % étaient musulmans, 1,4 % étaient bouddhistes et 1,7 % avaient une autre religion.
Parmi ceux d’au moins 15 ans, 525 personnes (soit 36,5 %) avait un niveau de licence ou un degré supérieur et 147 personnes (soit 10.,2 %) n’avaient aucune qualification formelle. 
Les revenus médians étaient de 39,300 $, comparés avec les 31,800 $ au niveau  national. 
Le statut d’empl,oi de ceux d’au moins  15 ans était pour 816 personnes (soit 56.8 %) : employées à plein temps, 228 personnes (soit 15,9%) étaient employées à temps partiel et 42 personnes (soit 2,9 %) étaient sans emploi.